# GeoGuessr
GeoGuessr — браузерная игра, разработанная шведским программистом Антоном Валленом. Выпущена 9 мая 2013 года. В игре используются карты Google Street View, игроку требуется угадать местоположение улицы/переулка/шоссе в мире, пометив его на карте Google Maps. В день (в течение недели после публикации игры) на её сайт заходило по 100—300 тыс. пользователей. С декабря 2015 года игра также доступна в виде приложения для iOS. В мае 2025 года GeoGuessr вышел в Steam, однако функционал данной версии сильно урезан по сравнению с веб-версией игры.

## Разработка
Антон Валлен любил заходить на сайт карт Google и смотреть отдалённые места на картах Google Street View. Он решил добавить к картам игровой элемент. Разработка игры заняла две недели. Для создания игры Валлен использовал программы JavaScript Library, Backbone.js и версию 3 Google Maps API. Валлен разместил игру в Google Chrome Experiment 10 мая 2013 года.

## Геймплей
GeoGuessr помещает игрока в пять алгоритмически определённых мест по всему миру. Места ограничены дорогами (так как они были сфотографированы камерами Google Street View, прикреплёнными к автомобилю). Исключается большинство мест в Азии и Африке, Южной Америке и центральной Австралии, большая часть Крайнего Севера в Канаде и России.
Окно просмотра улиц GeoGuessr не предоставляет никакой информации, кроме изображений самой улицы и компаса; такие вещи, как дорожные знаки, растительность, уровень жизни, климат и движение автомобилей предложены в качестве подсказок, которые могут помочь игроку определить свое местоположение. Игрок также может перемещаться по дорогам. Как только игрок будет готов угадать местоположение, он пометит это место на масштабируемую карту Google. После этого GeoGuessr показывает истинное географическое расположение и присваивает игроку оценку в зависимости от того, насколько далеко от правильного местоположения находилось место, помеченное игроком. Баллы варьируются от 0 (если правильное местоположение является антиподом предполагаемого) до 5000 (если предполагаемое местоположение находится в пределах 150 метров от правильного местоположения). Затем игроку показывают новое место, и процесс повторяется до тех пор, пока игрок не угадает все пять мест. Максимальное количество баллов — 25 000. Новые функции игры включают ограничение по времени и несколько режимов, такие как «Известные места», «Мир городов» или «Россия».
Игроки, имеющие платный pro-аккаунт, могут создавать свои карты на основе определенных локаций (например, Центр Москвы).

## Турниры
По GeoGuessr начиная с 2023 года регулярно проводятся киберспортивные турниры. Первый чемпионат мира проходил с 13 по 14 октября 2023 года в Стокгольме. В нем приняли участие 24 игрока из 21 страны, а его призовой фонд составил 50 000 $. Турнир выиграл нидерландский игрок Consus, заработав 15 000 $.
В 2024 году прошёл второй чемпионат мира, призовой фонд и количество участников остались без изменений. Победителем турнира стал французский игрок Blinky, который заработал 25 678 $.